# 王光祈

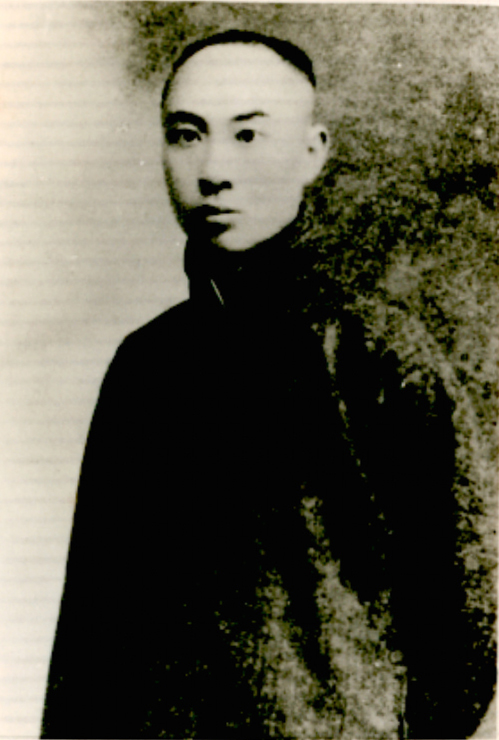
五四时期的王光祈

王光祈（1892年8月15日—1936年1月12日），字潤玙，一字若愚，男，四川温江人，中國近代社會活動家和音樂學家，他參與過當時的五四運動等重要學生運動，也是少年中國學會的創始人之一。他也曾主辦「工讀互助團」等學生互助團體，提倡“工读互助主义”，就是在主辦工讀互助團時認識了毛澤東，兩人關係很好。1920年遠赴德國留學，主張“音樂救國”，成為了最早在西方獲得博士學位的中國音樂學家，對中西音樂理論的融合起到了很大的作用。

## 生平

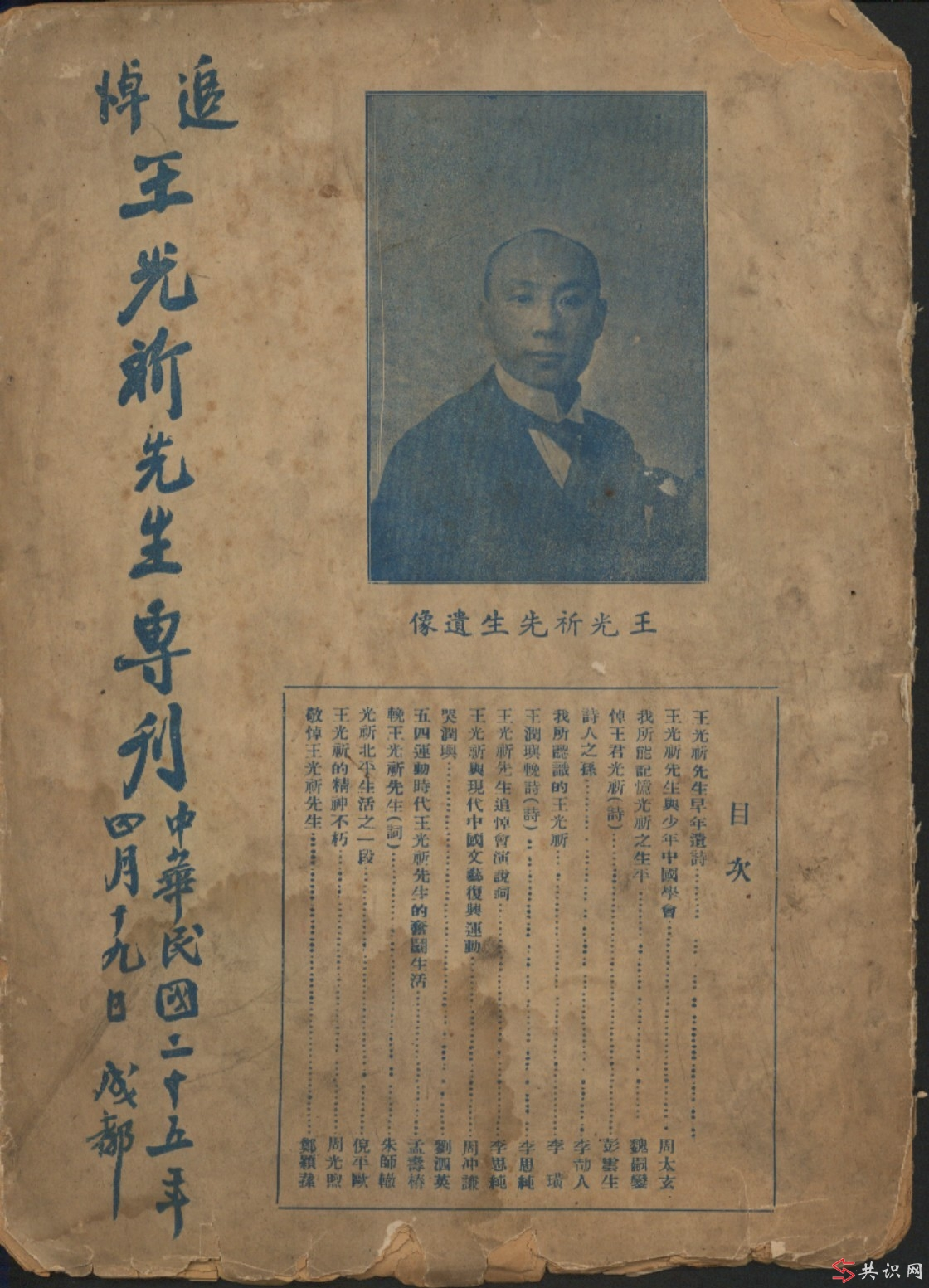
《追悼王光祈先生專刊》

### 早年
王光祈於光緒十八年（1892年）出生在四川溫江鱼凫镇小河村（現在的溫江區柳城镇德通桥），生後不久父亲病逝，由出生富家母亲罗氏撫養、教育。曾在三官庙私塾、社学巷私塾（今王光祈舊居）等私塾中讀書。 少年時吹過簫、笛。1908年進入成都高等學堂附屬的中學堂學習，這時愛好川劇。他的同班同學後來很多都很有名氣，其中包括周太玄、郭沫若、曾琦、李璜等。1911年四川發生保路運動，这一班學生有多人都曾加入其中。

### 學生運動
1914年，王光祈在北京進入清史館當書記，並且在中國大學攻讀法律，1918年7月以第二名的成績毕业。 當時王也曾先後擔任《四川群報》駐京記者和《京華日報》的編輯。1918年，王光祈與李大釗、周太玄、曾琦等七人發起了「少年中國學會」，以進行中國人的思想啟蒙為要務。按王光祈的話來說就是：
|  | 聯合同輩，殺出一條道路，把這個古老腐朽、呻吟垂絕的被壓迫被剝削的國家，改變成為一個青春年少、獨立富強的國家。 |

當時擔任《晨鐘報》副刊主編的李大釗十分欣賞王光祈，曾說：“光祈是一個能想、能行的青年，極有志氣”。
同年7月1日少年中國學會的成立大會上，王光祈被推選為執行部主任，成為該會的實際負責人。同時他又投身於學生運動之中，曾在第一時間把五四運動爆發的消息電報給《川報》。此外，他也一直從事著寫作工作。五卅運動之後，左右兩派因為鎮壓工人的問題而鬧翻，王光祈出國不在，最終少年中國學會也不得不解散。
在此之前，1918年10月初到北京的毛澤東經過李大釗的介紹，亦加入了少年中國學會下。據王光祈的好友魏時珍所述，毛澤東當時和王光祈十分友好，常與其長談。王光祈認為他“頗重實踐”而維護毛免受其他人的攻擊。1919年末陳獨秀、蔡元培和李大釗協助王光祈創建了「工讀互助團」，目的是幫助北京青年進行半工半讀，雖然有不錯的反響，但因為欠缺經費而最終不了了之。

### 在德國
1920年5月，他和一些少年中國學會會員在上海乘法國輪船赴歐洲留學，而在黃浦江邊與毛澤東等握手告別。王光祈前往德國，一開始在法蘭克福大學讀政治經濟學，但依舊關心國內事務，曾兼任《申報》、《時事新報》和《晨報》的駐德特約記者，勤工儉學完成了在法蘭克福大學的學業。1922年因為沒法參加國內社會運動、生活苦悶而改學音樂，主張「音樂救國」。1927年到柏林大學師從埃里希·馮·霍恩博斯特爾等人進修音樂，最終在波恩大學獲得博士學位，成為第一個獲得西方博士學位中國音樂學家。
在客居德國期間，他翻譯過一些政論著作，同時寫成了《歐洲音樂進化論》、《東方民族之音樂》等十八部音樂專著和四十多篇論文， 其論題多是主張發揮音樂的社會功能以激發愛國主義精神。後來他在波恩大學擔任中文講師，1936年1月12日，因積勞成疾突發腦溢血在波恩病逝。當年國內有刊文《追悼王光祈先生专刊》表示追悼。

## 纪念
少年時，王光祈曾和李劼人、周太玄、魏時珍在成都東郊菱角堰周太玄家結拜。他在德國病逝後，骨灰由沈君怡帶回國， 并於1941年冬由李劼人在結拜處安葬，由周太玄題字“王光祈先生之墓”，土地改革運動時曾被移到別處。 1983年遷至四川音乐学院，建立了王光祈建纪念碑亭，周太玄的题碑也保留在這裡。
1984年6月，中国音乐家协会聯合四川音樂學院等其他單位一起舉辦了“王光祈研究学术讨论会”。
1985年他被錄入人民音乐出版社的《中国音乐词典》中。
1986年，温江公园内建成王光祈纪念馆，後來又建造了光祈音乐广场。

## 家庭
1910年奉母親之命，娶罗次珊（後改名王次玙）为妻，先後育有一子一女。但长子因病夭折，他的母親也因不能承受喪孫之痛而去世，不久之後女兒在一岁半時罹患天花病故。這也是王光祈在1914年春決定留下妻子獨自一人離家的緣故。他的妻子在1946年逝世，因為沒有任何子嗣，其故居也就沒能保留下來。現在當地的王光祈故居是温江区政府劃定的原社学巷私塾。

## 軼事
王光祈舉辦「工讀互助團」時討論窮學生能做什麼工作，毛澤東說：「不要只是說說，讓我來試行一下！你們諸位把換洗衣服都交與我來洗。一個銅子一件，三天交貨！」但是沒有人響應，只有王光祈事後把自己的衣服交給毛澤東清洗。
王光祈和少年中國學会對毛澤東的思想形成產生了較大的影響。毛澤東一直不知道王光祈已經去世，1949年中華人民共和國成立後曾想要邀請王加入政府，曾借陳毅之口詢問王光祈的下落，才從當時的成都副市長李劼人那裡得知時其已經逝世的消息。後來再次派陳毅到成都詢問王光祈的家屬下落，但亦無人知曉。

## 評價
- 日本音乐学家岸邊成雄：“把柏林学派的比较音乐学观点第一个介绍到东方来的，是中国人王光祈。”[4]
- 冼星海：“我们不能忘记这位音乐理论家王光祈，他推动了新音乐的发展，他的刻苦耐劳是我们从事中国新音乐的模范。”[4]
- 吕骥：“王光祈是我国五四运动前后到抗日战争之前的近20年中，文化界一位著名的爱国主义著作家，卓越的音乐学家。”；“将东西方之音律、东方各民族之音律进行比较研究，始创于王光祈，这无疑是我国音乐学上一大贡献。”[5]

## 著作
- 《歐洲音樂進化論》
- 《德國國民學校與唱歌》
- 《東西樂制之研究》
- 《各國國歌評述》
- 《東方民族之音樂》
- 《音學》
- 《中國詩詞曲之輕重律》
- 《翻譯琴譜之研究》
- 《中國音樂史》
- 《西洋音樂史納要》
- 《西洋名曲解說》

## 外部連結
- 试论王光祈对中国古代乐律、乐制、礼乐文明研究的主要成果 （页面存档备份，存于），中國知網